# John Bloom
John Bloom (Londres, 12 de setembro de 1935) é um editor britânico. Venceu o Oscar de melhor montagem na edição de 1983 por Gandhi.